# Agnieszka Dziemianowiczová-Bąková
Agnieszka Ewa Dziemianowiczová-Bąková (* 20. ledna 1984, Vratislav) je polská levicová politička a sociální aktivistka. Od roku 13. prosince 2023 ministryně rodiny, práce a sociálních věcí ve třetí vládě Donalda Tuska, od listopadu 2019 je poslankyní Sejmu.

## Politická kariéra
Od prosince 2015 do února 2019 byla Dziemianowiczová-Bąková členkou Národní rady strany Razem (Společně). Zastupovala Razem v celoevropském hnutí Demokracie v Evropě 2025 (DiEM25).
V roce 2016 zařadil časopis Foreign Policy Dziemianowiczová-Bąková spolu s Barbarou Nowackou za jejich roli při organizaci černého protestu proti úplnému zákazu potratů v Polsku na svůj každoroční seznam 100 nejvlivnějších světových myslitelů.
V únoru 2019 Razem opustila kvůli neshodám ohledně strategie strany v nadcházejících volbách do Evropského parlamentu. V srpnu 2019 byla zvolena do koordinačního kolektivu DiEM25.
Dziemianowiczová-Bąková byla 13. října 2019 zvolena do Sejmu, když jako kandidátka Levice ve vratislavském obvodě získala 14 257 hlasů.
Kromě protestů proti potratovým zákonům se Dziemianowiczová-Bąková aktivně účastnila také protestů za práva LGBT v Polsku. V září 2020 získala od organizace Campaign Against Homophobia cenu Equality Crowns za politiku. Prohlásila, že si přeje, aby takové ocenění nebylo nutné.
V prosinci 2023 se stala ministryní rodiny, práce a sociálních věcí ve třetí vládě Donalda Tuska. 